# TuS Müssen-Billinghausen
Der TuS Müssen-Billinghausen (offiziell: Turn- und Sportverein Müssen-Billinghausen 1919 e. V.) ist ein Sportverein aus dem Lagenser Stadtteil Müssen im Kreis Lippe.

## Geschichte
Der Verein wurde im Jahre 1919 als Freie Turnerschaft Müssen-Billinghausen gegründet. Nach der zwangsweisen Auflösung des Arbeitersports in Deutschland wurde im Jahre 1933 zunächst der RSV Billinghausen und zwei Jahre später dann der TV Müssen gegründet. Nach dem Ende des Zweiten Weltkrieges wurde der Verein unter seinem heutigen Namen im Jahre 1947 gegründet. Unzufriedene Mitglieder der Fußballabteilung spalteten sich im Jahre 1951 ab und gründeten den BSV Müssen. Neben Handball bietet der TuS Müssen-Billinghausen noch ein Breitensportprogramm an.

## Handball
Die Handballabteilung wurde im Jahre 1925 gegründet. In der Saison 2004/05 qualifizierte sich die Frauenmannschaft erstmals für den DHB-Pokal und besiegte in der ersten Runde die HG LTG/HTV Remscheid mit 21:18. In der zweiten Runde unterlag die Mannschaft dann mit 15:34 gegen den Bundesligisten HSG Blomberg-Lippe. Ein Jahr später folgte die zweite Teilnahme. In der ersten Runde hieß der Gegner erneut HSG Blomberg-Lippe und die Müssenerinnen unterlagen mit 17:33. Im Jahre 2006 gelang der Aufstieg in die Oberliga Westfalen.

## Persönlichkeiten
- Andrej Antonewitsch (* 1968)